# Kostel svatého Kříže (Devín)
Kostel svatého Kříže (Panny Marie) (slovensky Kostol svätého Kríža) je původně gotická, později vícekrát přestavována sakrální stavba v bratislavské městské části Devín, v okrese Bratislava IV.

## Historický vývoj
Farní Kostel svatého Kříže v Devíně měl složitý stavební vývoj. Původní jednolodní kostel bez věže se čtvercovým presbytářem (pravděpodobně z poloviny 13. století) stavitelé postupně rozšířili na gotické trojlodí. Z let 1672–1673 se zachovaly účty související s obnovou starobylého devínského kostela. Roku 1772 byla stavebně upravena věž kostela a vybudován hlavní vstupní a boční portál. Roku 1788 byl zaklenut presbytář klasicistní (diamantovou) klenbou.
V sedmdesátých letech 20. století se uskutečnil archeologický i architektonický výzkum kostela; starobylý chrám byl pak důkladně zrestaurován.

## Popis
Jižní loď chrámu má dvě stavební části; v novější se zachovala původní křížová klenba; interiér jižní lodi osvětlují čtyři gotická okna. Severní loď má polygonální uzávěr a v podstatě si dodnes zachovala původní gotický vzhled. Boční lodě byly s hlavní lodí spojeny lomenými oblouky.
Po stranách presbytáře jsou dvě sakristie; severní (starší) je zaklenuta valenou klenbou původní; našlo se v ní gotické pastoforium. Při systematickém výzkumu kostela byly objeveny dva velké kamenné svorníky (pravděpodobně z původní klenby hlavní lodi), dále kamenný epitaf s jednoramenným křížem a dvěma kalichy ze 14. století a umělecky vysoce hodnotný gotický reliéf, na kterém je výjev z Olivetské hory po Poslední večeři.
Představěná vysoká věž má dvojitou cibulovou střechu; čtyřhranná věž je horizontálně členěna římsami na tři patra. V rozeklaném tympanonu nad hlavním portálem jsou na podstavcích kamenné plastiky svatého Františka, Panny Marie a svatého Floriána.
V devínském farním kostele se zachovala spodní část monumentálního reliéfu Nanebevzetí Panny Marie, který byl pravděpodobně ve středu raně barokního oltáře (v 17. století byl kostel v Devíně zasvěcený Panně Marii).
V 19. století byl do presbytáře kostela umístěn hlavní oltář se sloupovým pavilonovým tabernákulem na představěném oltářním podstavci a s vysokým křížem ve vrcholu. Pozornost si zasluhuje korpus. Idealizovanou podobu Ukřižovaného (bez znaků utrpení) vytvořil sochař ovlivněn kříži pozdněbarokního sochaře Františka Xavera Messerschmidta.
Boční oltáře sv. Rodiny a Piety tvoří sloupové architektury s ústředním oltářním obrazem. Mariánské boční oltáře připomínají staré patrocínium Panny Marie.
V jižní lodi je obraz Nejsvětější Trojice z neogotického oltáře. V kostele se zachovala barokní kamenná křtitelnice kalichového typu.
Návštěvníky zaujme i zahrada kostela, v níž je soustředěna galerie soch vázajících se k nejranějším dějinám Slováků: sedící socha velkomoravského knížete Rastislava (dílo akademické sochařky Ludmily Cvengrošové), kterou sem byla přemístěna z křižovatky na půli cesty k Devínskému hradu, zůstalo tam dnes sousoší slovanských věrozvěstů svatého Cyrila a Metoděje. Vpravo před vchodem je za balustrádovou kamennou ohradou vztyčen sloup s motivem ukřižovaného Krista na jeho hlavici.